# Kurt Stocker

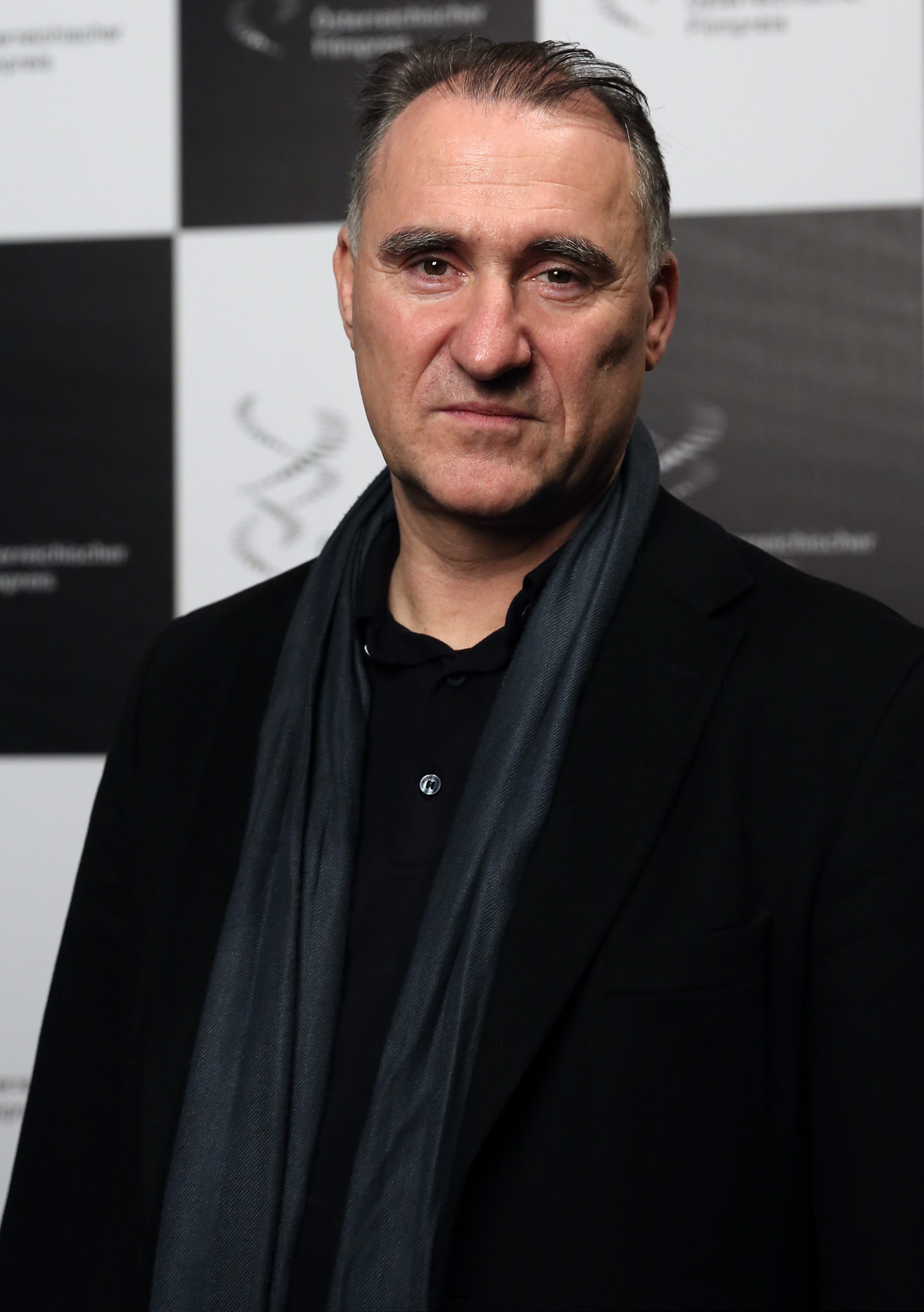
Kurt Stocker (2014)

Kurt Stocker (* 1954 in der Steiermark) ist ein österreichischer Filmproduzent.
Stocker studierte Psychologie und Pädagogik in Wien. Er war Mitbegründer und von 1984 bis 1994 einer der Leiter des Instituts für Kulturstudien. Stocker war von 1992 bis 1994 für die österreichische Bundesregierung für die Planung der Aktivitäten anlässlich der Jubiläen 50 Jahre 2. Republik und Millennium tätig.

## Auszeichnungen
- 1999: Jurypreis Bester Produzent Romy für Hinterholz 8 (mit Danny Krausz)
- 2002: Preis Innovative Produktionsleistung der Diagonale für Nogo (mit Danny Krausz)
- 2014: Österreichischer Filmpreis für Deine Schönheit ist nichts wert als bester Film (mit Danny Krausz, Milan Dor und Hüseyin Tabak)
- 2015: Romy in der Kategorie Beste Dokumentation TV für Der taumelnde Kontinent (mit Danny Krausz)[1]

## Filmografie
- 1997: Knickerbocker-Bande (10 Folgen)
- 1997: Blutrausch
- 1998: Frauen lügen nicht
- 1998: Die Siebtelbauern
- 1998: Hinterholz 8
- 1999: Julia – Eine ungewöhnliche Frau
- 2000: Kaliber Deluxe
- 2000: Gripsholm
- 2000: Komm, süßer Tod
- 2001: Hainburg – Je t’aime, gendarme
- 2002: Nogo
- 2002: Im Herzen des Lichts – Die Nacht der Primadonnen
- 2002: Im toten Winkel – Hitlers Sekretärin
- 2002: Regentage
- 2002: Brüder
- 2002: Poppitz
- 2002: Die Dickköpfe
- 2002: Schneemann sucht Schneefrau
- 2003: Zelary
- 2003: Brüder II
- 2004: Nacktschnecken
- 2004: Blatt und Blüte – Die Erbschaft
- 2004: Basta – Rotwein oder Totsein
- 2004: Silentium
- 2004: Erbin mit Herz
- 2004: Ragin
- 2005: Ainoa
- 2005: Die Viertelliterklasse
- 2005: Jessye Norman – 'Ich leb allein in meinem Himmel, meinem Lieben, meinem Lied’
- 2006: Lapislazuli – im Auge des Bären
- 2006: Brüder III – Auf dem Jakobsweg
- 2006: Nitro
- 2006: Der Winzerkönig (6 Folgen)
- 2006: Freundschaft
- 2006: Mord auf Rezept
- 2007: 42plus
- 2007: Big Alma
- 2007: Vier Frauen und ein Todesfall (18 Folgen, 2005–2007)
- 2008: Der schwarze Löwe
- 2008: Die Slupetzkis – Urlaub in Balkonien
- 2008: Die Slupetzkis – Urlaub wider Willen
- 2008: Nordwand
- 2009: Der Knochenmann
- 2010: Liebe und andere Delikatessen
- 2011: Plötzlich fett!
- 2011: Wie man leben soll
- 2011: Hexe Lilli – Die Reise nach Mandolan
- 2012: Vatertag (Fernsehfilm)
- 2014: Das Attentat – Sarajevo 1914
- 2015: Das ewige Leben
- 2015: Chucks
- 2016: Vor der Morgenröte
- 2016: Hotel Rock’n’Roll
- 2016: Kästner und der kleine Dienstag
- 2017: Baumschlager
- 2017: Hexe Lilli rettet Weihnachten
- 2018: 3 Tage in Quiberon
- 2018: The Dark
- 2018: Tatort – Her mit der Marie!
- 2019: Wie ich lernte, bei mir selbst Kind zu sein
- 2019: Gipsy Queen